# Bahnhof Eferding
Der Bahnhof Eferding ist ein Bahnhof in der Stadt Eferding in Oberösterreich.

## Anbindung
Im Bahnhof Eferding endet die Linie S5 der S-Bahn Oberösterreich. Er liegt an den Strecken der Linzer Lokalbahn und der Aschacher Bahn (seit 2019 ohne Personenzugverkehr, aber regelmäßigen Güterverkehr) und verfügt über eine Park&Ride-Anlage mit 166 Autoparkplätzen sowie 36 Fahrradabstellplätzen.

## Geschichte
Ab 1900 wurde in verschiedenen Kommissionen die Strecke Linz – Eferding geplant, die schließlich am 21. März 1912 in Betrieb genommen wurde. Die Bauarbeiten an Strecke und Bahnhof führte die Firma Stern & Hafferl aus.
Seit 2015 gab es in der Kommunalpolitik Bestrebungen, den Bahnhof Eferding bis 2022 zu sanieren. Die Kosten für den Umbau sollen sich etwa auf 12 Millionen Euro belaufen und der Bahnhof somit zu einem modernen Verkehrsknotenpunkt ausgebaut werden. Als Teil der Sanierung ist eine Anbindung des Personenverkehrs nach Aschach an die Linzer Lokalbahn vorgesehen. Die Streckenerweitung soll zur Entlastung des Pendlerverkehrs beitragen. Mit 1. Jänner 2024 wurde die Aschacher Bahn, die bis dahin im Eigentum der ÖBB stand, von der landeseigenen Schiene OÖ GmbH übernommen. Das Land Oberösterreich hat im Jahr 2024 bekanntgegeben, dass 30 Millionen Euro für den Umbau des Bahnhofs Eferding aufgewendet werden sollen. Diese Maßnahmen sollen wesentlich für die Realisierung eines 15-Minuten-Taktes auf der Linzer Lokalbahn und für die Wiederaufnahme des Personenverkehrs nach Aschach sein.

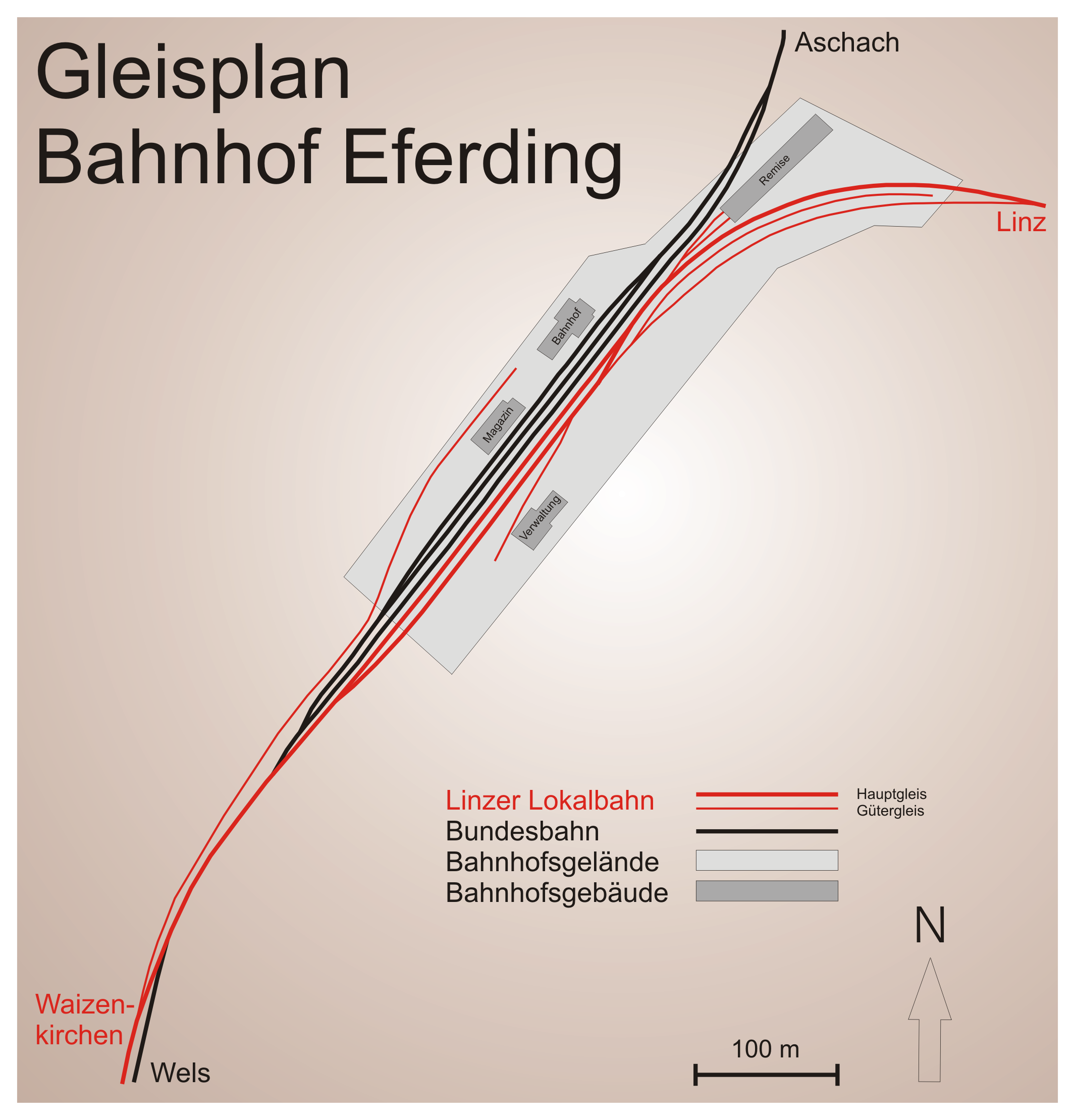
Gleisplan
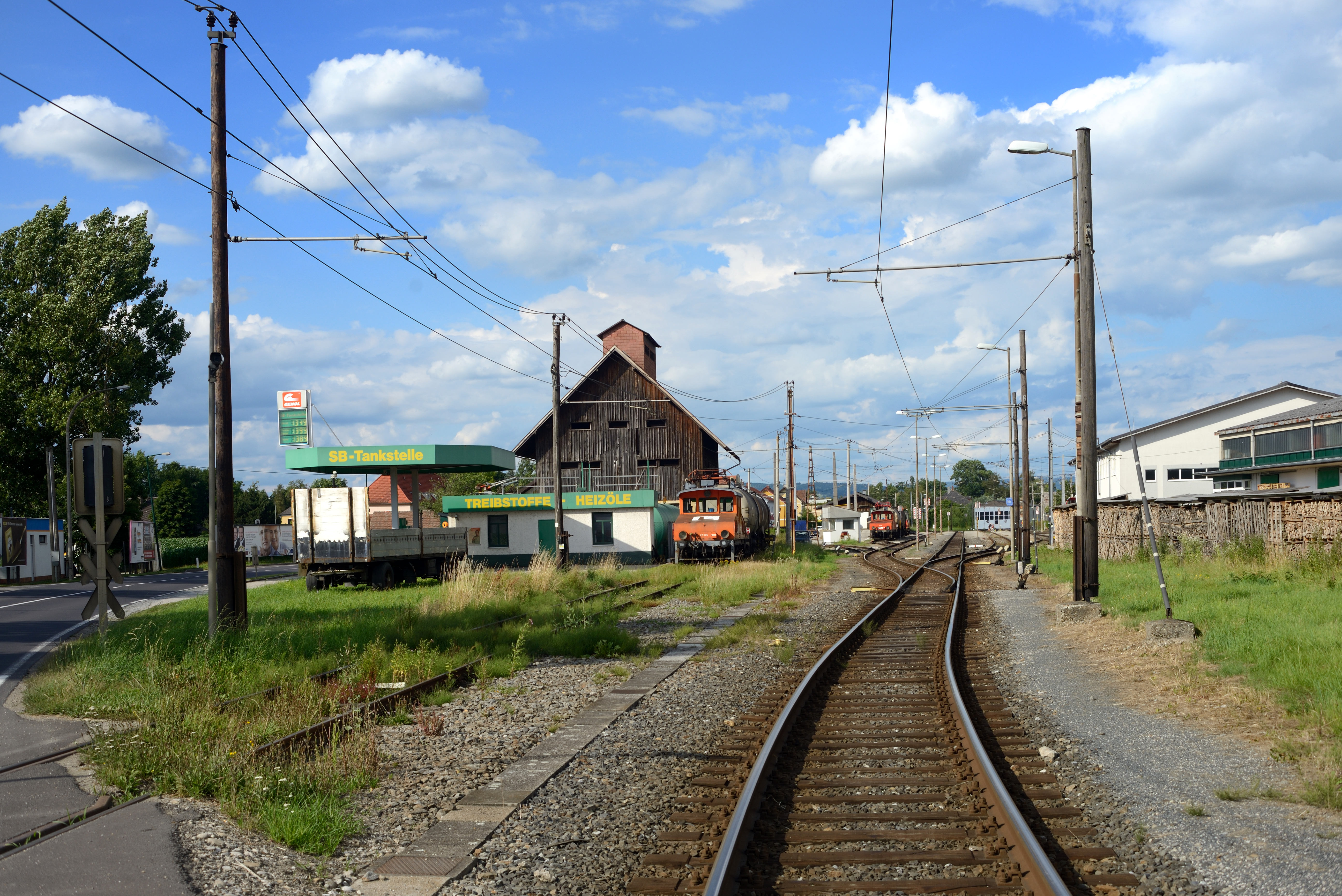
Bahnhof Eferding Einfahrt Süd
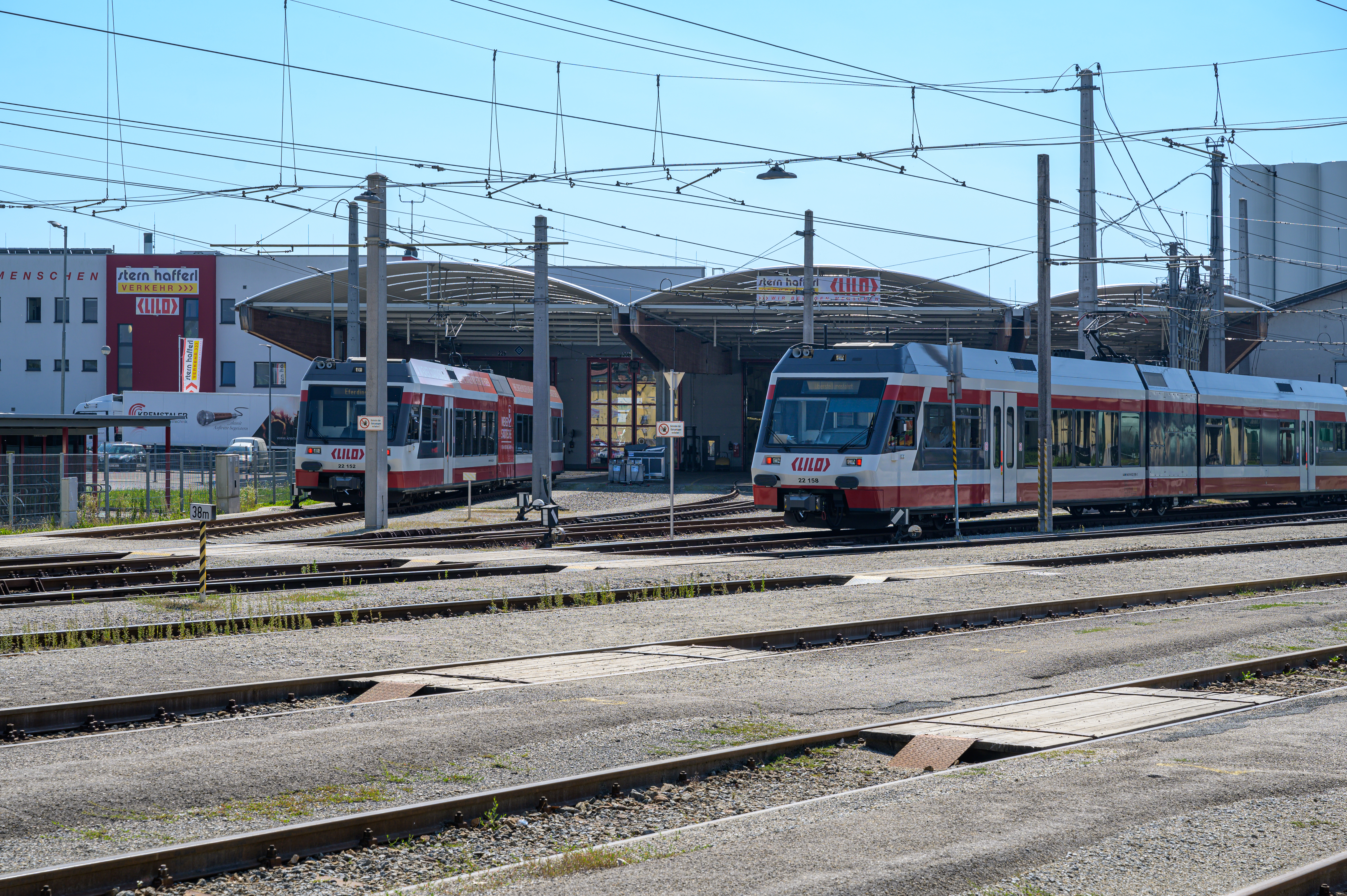
Bahnhof Bahnwerkstatt Stern & Hafferl